# Danh sách câu lạc bộ bóng đá ở Nicaragua
Đây là danh sách các câu lạc bộ bóng đá ở Nicaragua.

## Primera División
- Chinandega FC
- CD Walter Ferretti
- Deportivo Ocotal
- Diriangén FC
- Juventus Managua
- Managua F.C.
- Real Estelí
- Xilotepelt

## Segunda División
- Real Madriz B
- UNAN Managua
- San Francisco de Diriamba
- FC San Marcos
- Mina Limon F.C.
- F.C. Caritas Sports
- Nandasmo
- Bethel Matagalpa
- Brumas Jinotega
- Salem Tipitapa
- AC Chile Diria
- Real Xolotlan

## Giải bóng đá hạng ba quốc gia Nicaragua

### Bảng A
- Real Esteli B
- FC Junior
- Juventus Santa Teresa
- Deportivo Masaya
- Real Muy Muy
- Real Fraternidad

### Bảng B
- Esteli FC
- Deportivo Jalapa
- ACS Niquinohomo
- Deportivo Fox Villa
- AC River
- Los Cedros

## Câu lạc bộ cũ
- América Managua
- Bluefields
- Flor de Caña FC
- Masatepe
- Santa Cecilia
- Scorpión FC
- VCP Chinandega